# Église Notre-Dame-de-Beauvoir

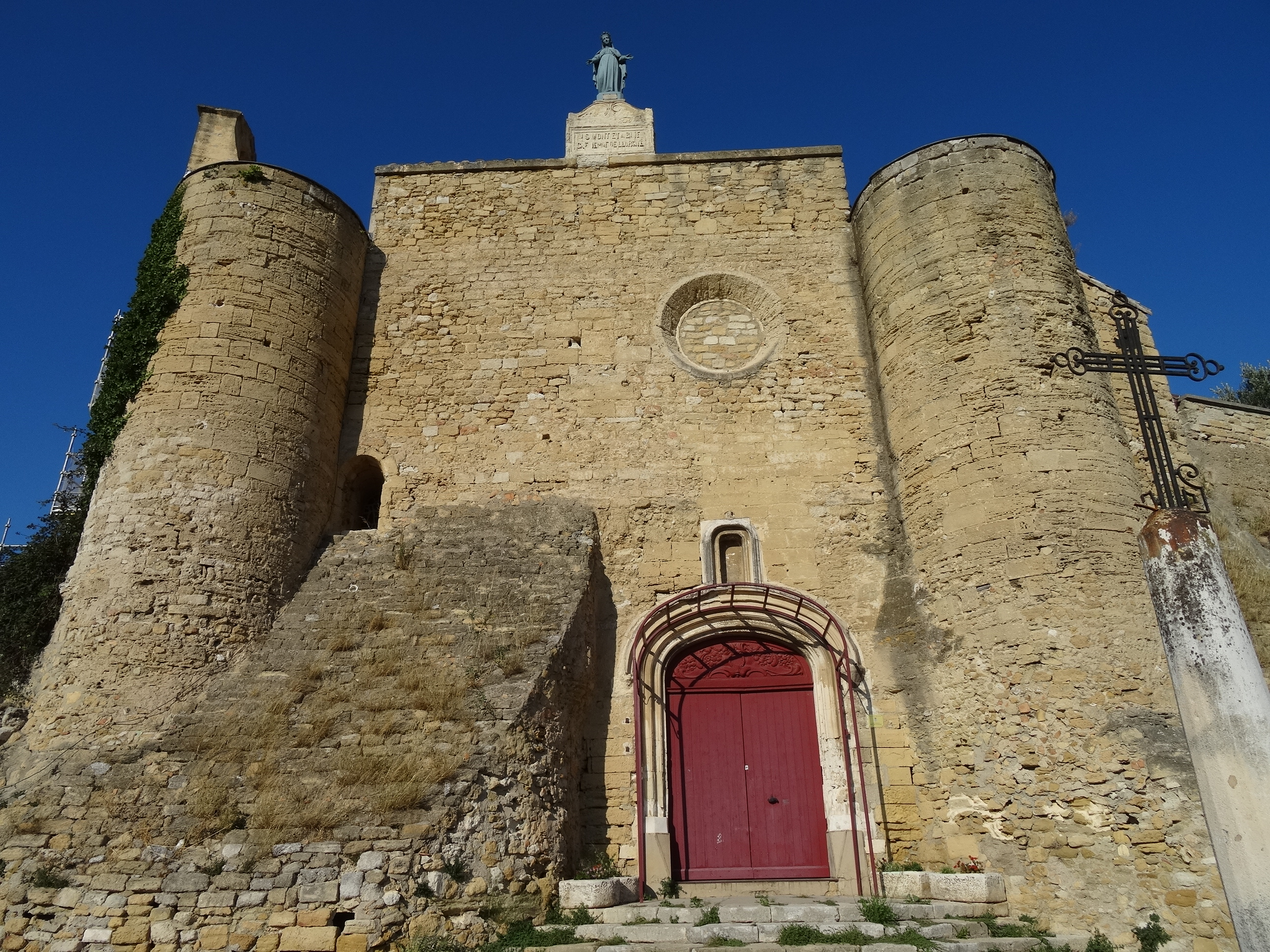
Façade van de kerk

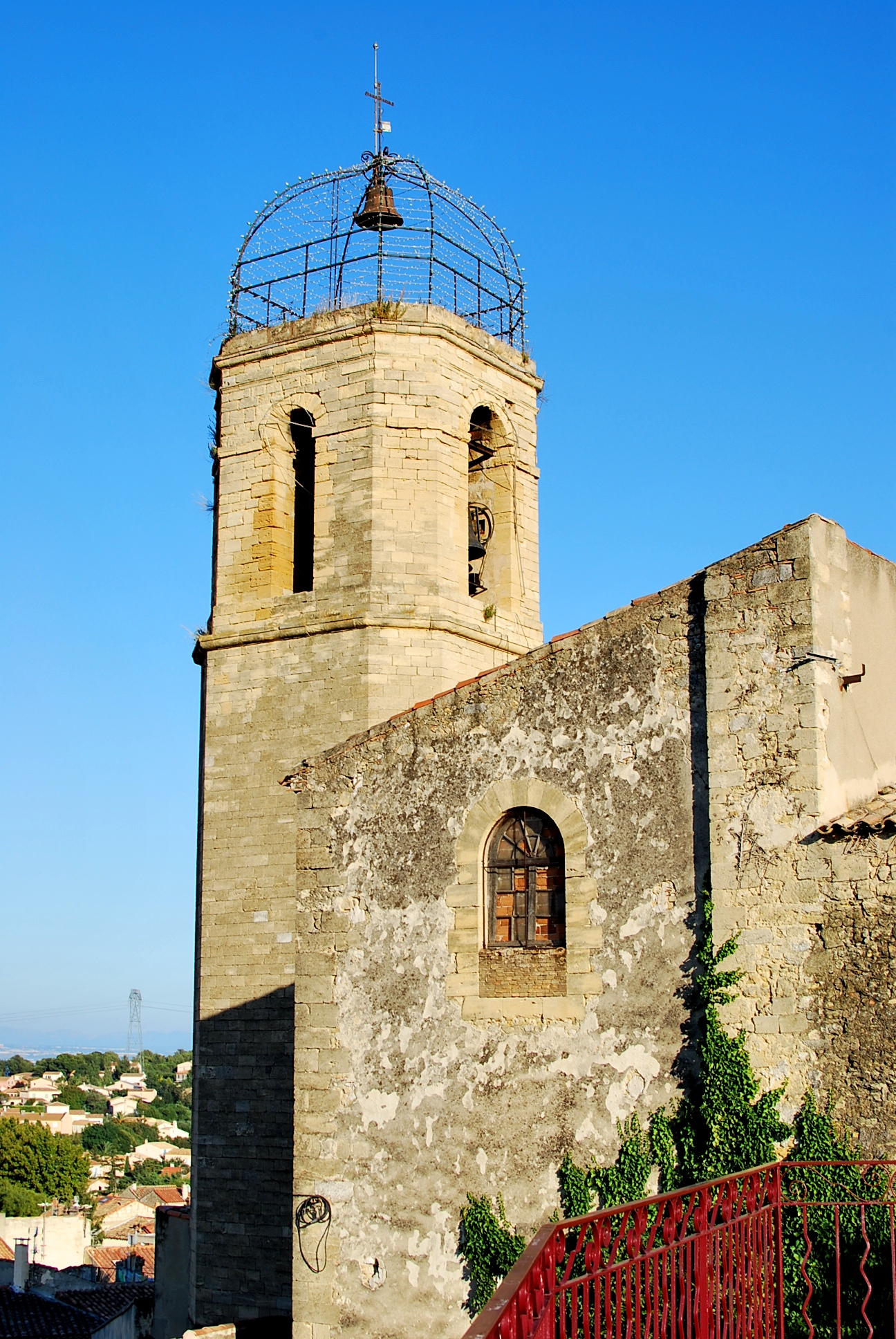
Klokkentoren

De Église Notre-Dame-de-Beauvoir, voluit Église Notre-Dame-de-Beauvoir et du Mont-Golgotha, is de oudste parochiekerk van de Franse stad Istres. De romaanse kerk staat op de heuvel in het oude centrum van de stad.
De kerk is waarschijnlijk gebouwd op de fundamenten van het middeleeuwse kasteel en de kasteelkapel, die al in de 10e eeuw gebouwd werden op het hoogste punt van Istres. De kerk in romaans-provençaalse stijl is erg sober aan de buitenzijde. Ze is 34 m lang, 21 m breed en 11 m hoog. De klokkentoren is naast de kerk gebouwd en is van 1838. De oude toren werd getroffen door de bliksem in 1788 en opnieuw in 1831. De bouwvallige toren stortte in 1835 in waarbij twee vrouwen en drie kinderen om het leven kwamen.
Het orgel is 18e-eeuws. Verder is er een 16e-eeuws wijwatervat. Sinds 2019 wordt in de kerk een steen van de berg Golgotha bewaard als reliek.
De kerk is beschermd als historisch monument sinds 1997.